# J.P. Morgan
John Pierpont "J.P." Morgan (17 d'abril de 1837 – 31 de març de 1913) fou un financer i banquer americà que va dominar les finances corporatives i la consolidació industrial de la seva època. El 1892, Morgan va liderar la fusió d'Edison General Electric i Thomson-Houston Electric Company per formar General Electric. Va ser cabdal per a la creació de la United States Steel Corporation.
Durant la part de la carrera de Morgan de principis dels 1900, ell i els seus socis tenien inversions financeres en moltes grans corporacions i tenien influència sobre l'alta finança de la nació i sobre certs membres del Congrés dels Estats Units. Va dirigir la coalició bancària que va acabar amb el Pànic de 1907. Va ser el financer principal de l'era progressista, i la seva dedicació per a l'eficiència i la modernització van col·laborar a transformar el comerç americà.
Inicialment centrat en la banca, l'Imperi de Morgan es va expandir gradualment a moltes altres àrees com l'electricitat, l'acer, els ferrocarrils i el transport marítim. En aquest darrer camp, és el fundador de la International Mercantile Marine Company, una naviliera que reuneix un nombre de companyies americanes però també britàniques (en particular la White Star Line). Com a tal, Morgan era el propietari de facto del Titanic, que es va enfonsar un any abans de la seva mort.
Gestionant un capital colossal, sovint se l'ha descrit com un magnat financer amb una influència formidable. També és un gran col·leccionista d'obres d'art, llibres i rellotges. Les seves col·leccions són notablement visibles al Metropolitan Museum of Art i a la Pierpont Morgan Library de Nova York.
El seu nom és l'origen del del banc JPMorgan Chase resultat de la fusió de J. P. Morgan &amp; Co. i Chase Manhattan Bank.
Morgan va morir a Roma l'any 1913 a 75 anys. Deixà la seva fortuna i el seu negoci al seu fill, John Pierpont Morgan, Jr.

## Biografia

### Joventut i educació
J. P. Morgan és fill del financer Junius Spencer Morgan i Juliet Pierpont. El seu pare va treballar especialment amb George Peabody, un banquer influent al qual va succeir. Desitjós de veure el seu fill rebre una bona educació, el va enviar a estudiar a Europa en un internat suís després a la Universitat de Göttingen a Alemanya. J.P. va aprendre francès i alemany, que parlava amb fluïdesa, i es va aficionar a l'art i a la cultura europea Va deixar la universitat amb una llicenciatura en història de l'art i va viatjar a Londres

### Carrera

#### Els inicis

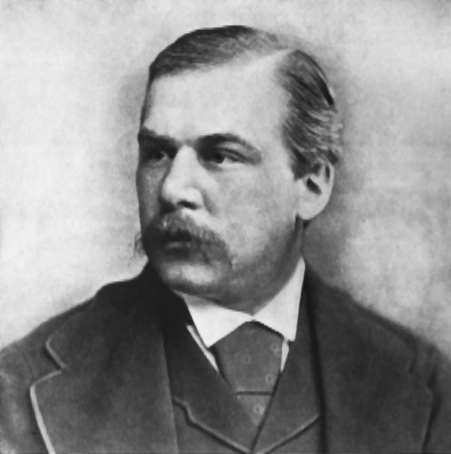
John Pierpont Morgan en la seva joventut.

Morgan va entrar gràcies al seu pare a la firma de Nova York Duncan, Sherman & Company el 1857. Posteriorment, va admetre haver utilitzat els diners del banc per enriquir-se personalment especulant en el comerç del cafè Es va incorporar a l'empresa del seu pare el 1861, treballant a Nova York a la J. Pierpont Morgan Company. L'octubre de 1861, es va casar amb Memy quan ella ja patia de tuberculosi; va morir el febrer 1862.
Durant la Guerra Civil dels Estats Units, Morgan es va involucrar en la venda d'armes, comprant rifles obsolets a l'exèrcit abans de fer-los reacondicionar i després tornar-los a vendre a l'exèrcit a un preu molt més elevat. No obstant això, com que aquestes armes eren defectuoses, va esclatar un escàndol. El govern es va negar a pagar a Morgan, que el va haver de demandar. Com moltes persones riques de l'època, Morgan va escapar del servei militar pagant 300 dòlars en compensació.
Va ser un dels titans de la indústria de la Gilded Age (literalment 'edat d'or') de la mateixa manera que Rockefeller, Astor, Vanderbilt o Carnegie. De vegades s'anomenaven  barons lladres per la seva manca d'escrúpols respecte als mitjans utilitzats per desenvolupar la seva riquesa personal. El 1864 i fins al 1872 es va convertir en membre de Dabney, Morgan & Company. El 1871, es va formar amb Anthony J. Drexel, de Filadèlfia, Drexel, Morgan & Company de Nova York. Addicte al treball, va inventar les finances modernes comprant petites empreses, reorganitzant-les i venent-les a un preu més alt. El 1873, va utilitzar les seves connexions al Congrés per retallar les subvencions del govern a l'empresari Jay Cooke, un dels seus rivals. Va aprofitar la Gran Depressió per dur a terme una sèrie de fusions de petites empreses i va formar patrons gegantins de diverses indústries, fàbriques i línies de ferrocarril. Per eliminar els seus rivals, va explotar la seva posició de monopoli en el transport per prohibir-los portar els seus productes al mercat.

#### El clímax

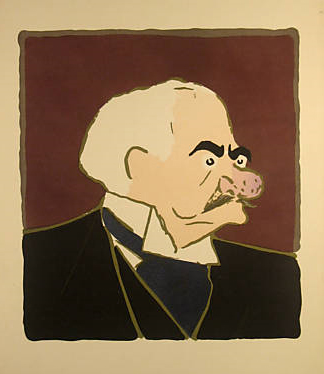
Caricatura de Sem.

A la mort del seu pare el 1890, Morgan va prendre el control de la J. P. Morgan &amp; Co. (anomenada Morgan, Grenfell & Company el 1910). Aquesta firma és reconeguda arreu del món com una de les més potents de l'època. A més, Morgan busca nous mercats. A partir de 1885, participà en la constitució d'un trust entre dues companyies ferroviàries en dificultats que, alliberades del problema de la competència, van obtenir grans beneficis. El 1905, Morgan posseïa 5.000 milles de ferrocarril. També va invertir en el camp de l'electricitat i va finançar el treball de Thomas Edison i Nikola Tesla a les dècades de 1870 i 1880. També va fundar l'Edison Electric Company.
La indústria ferroviària requeria molt d'acer, també es va dirigir a la indústria siderúrgica: el 1900 va iniciar negociacions amb Charles M. Schwab i Andrew Carnegie per recomprar les seves accions a Carnegie & Co. i crear, per consolidació amb altres fargues i fàbriques d'acer, un gegant estatunidenc de l'acer, United States Steel Corporation. Carnegie va acceptar l'oferta de Morgan d'uns 487 milions de dòlars; aquesta transacció es tanca sense advocats ni tan sols cap document escrit. Les notícies d'aquesta concentració no van arribar als diaris fins a mitjans de gener de 1901. U. S. Steel no veu la llum fins a finals de l'any; és llavors la primera empresa del món, el capital de la qual arriba als mil milions de dòlars, amb una capitalització autoritzada d'1,4 mil milions de dòlars.,
Un altre sector en el qual va invertir posteriorment va ser el transport marítim. Desitjós de crear una gran companyia naviliera estatunidenca, va reunir diverses empreses dels Estats Units dins de la International Navigation Company (IMM). L'any 1902, va aconseguir un cop mestre apoderant-se de la Leyland Line, una important companyia de càrrega britànica, i sobretot de la White Star Line, empresa de la mateixa nacionalitat. També va signar col·laboracions amb grans companyies alemanyes i el seu trust, rebatejat com a International Mercantile Marine Co., ja no semblava enfrontar-se a cap oposició, a excepció de la Cunard Line, a la qual el govern britànic fins i tot va pagar subvencions per contrarestar aquesta nova competència. Tanmateix, l'IMM Co. no va ser tan rendible com s'esperava i patiria uns quants cops durs, inclòs l'enfonsament del Titanic i els torpedes alemanys a la Primera Guerra Mundial.

#### Darrers anys

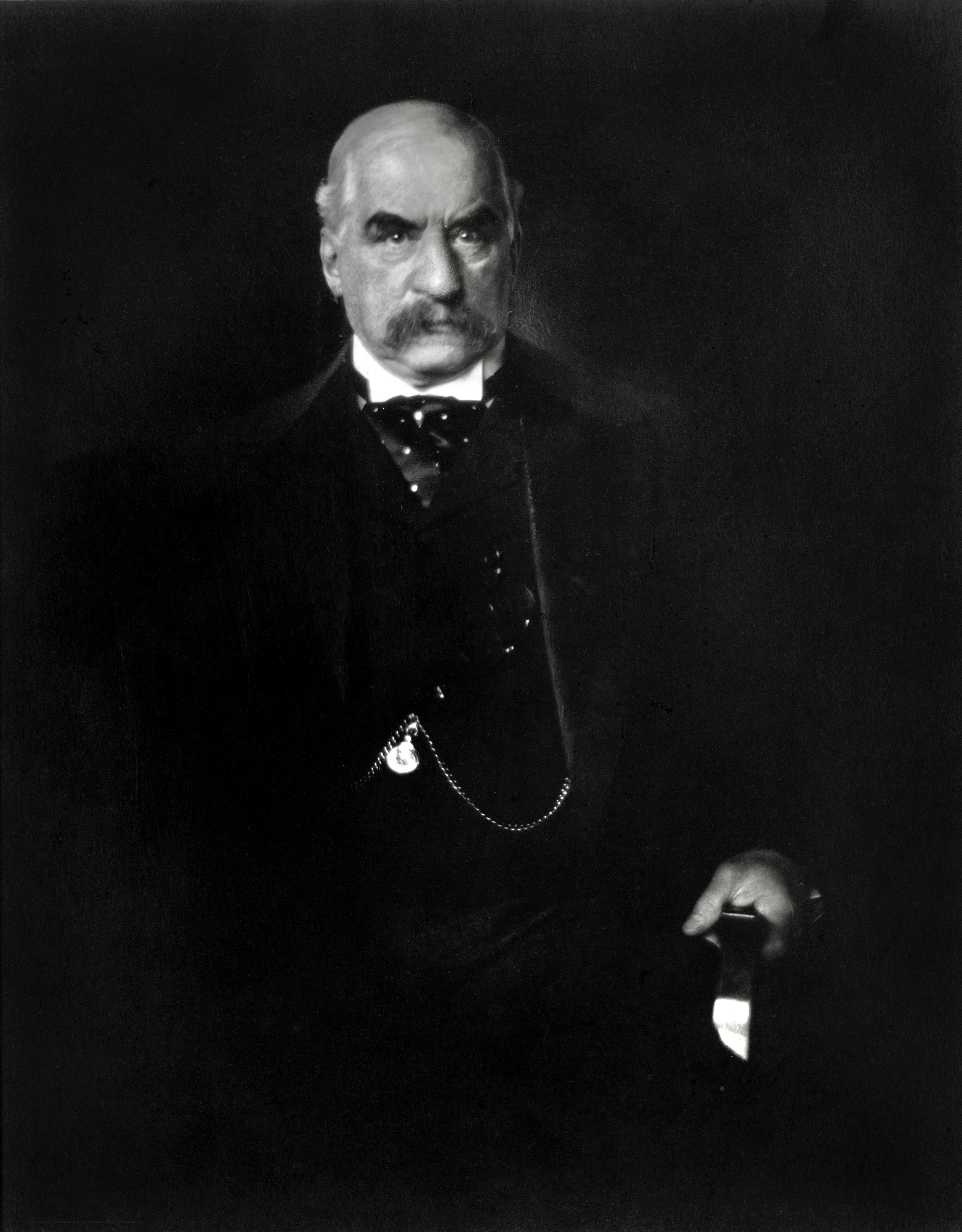
J. P. Morgan, fotografiada per Edward Steichen el 1903.

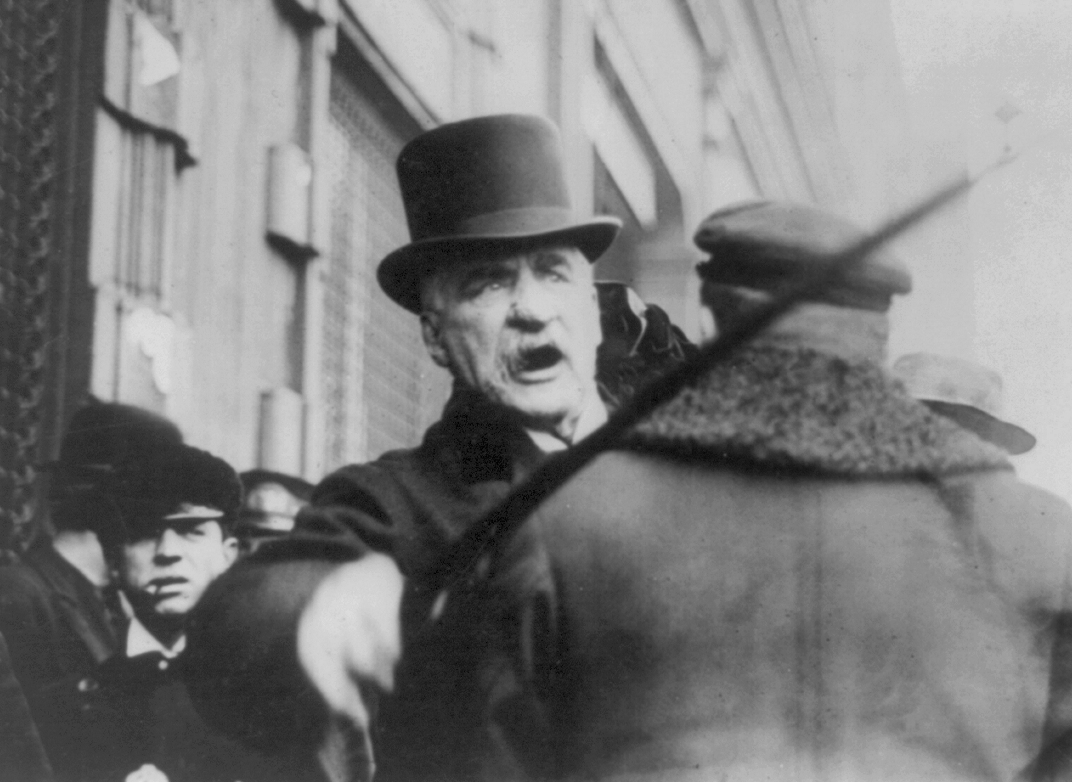
Conscient que va ser desfigurat per Rhinophyma, Morgan odiava que se li fessin fotos.

No obstant això, els negocis de Morgan estaven florents i fins i tot es va permetre prestar grans sumes de diners durant les crisis de 1893 i 1907, amb gran consternació dels enemics dels trusts. També va utilitzar la seva fortuna per millorar les seves col·leccions i va fer nombroses donacions filantròpiques a escoles, hospitals i altres organitzacions benèfiques.
Morgan va ser el fundador del Metropolitan Club de Nova York, que va presidir entre 1891 i 1900. Va prendre aquesta iniciativa arran de l'expulsió d'un dels seus amics, Frank King, de l'Union Club de Nova York per haver-se dedicat al treball manual en la seva joventut. Morgan dona terrenys a 5 Avenue i 60 a Metropolitan (import estimat aleshores en 125.000 de dòlars) i va encarregar a Stanford White la construcció de la mansió que albergaria els membres, sense preocupar-se pel cost de l'obra .
Propietari indirecte del Titanic, volia participar en el seu viatge inaugural. Va preferir cancel·lar la seva travessia a l'últim moment i romandre en tractament a Èx-los-Bens per celebrar el seu aniversari amb la seva amant., escapant així del naufragi. Un periodista l'hauria vist al balneari pocs dies després de la tragèdia en companyia de la seva amant i aparentment despreocupat; aquesta actitud va ser, però, completament oblidada davant el comportament de Joseph Bruce Ismay.

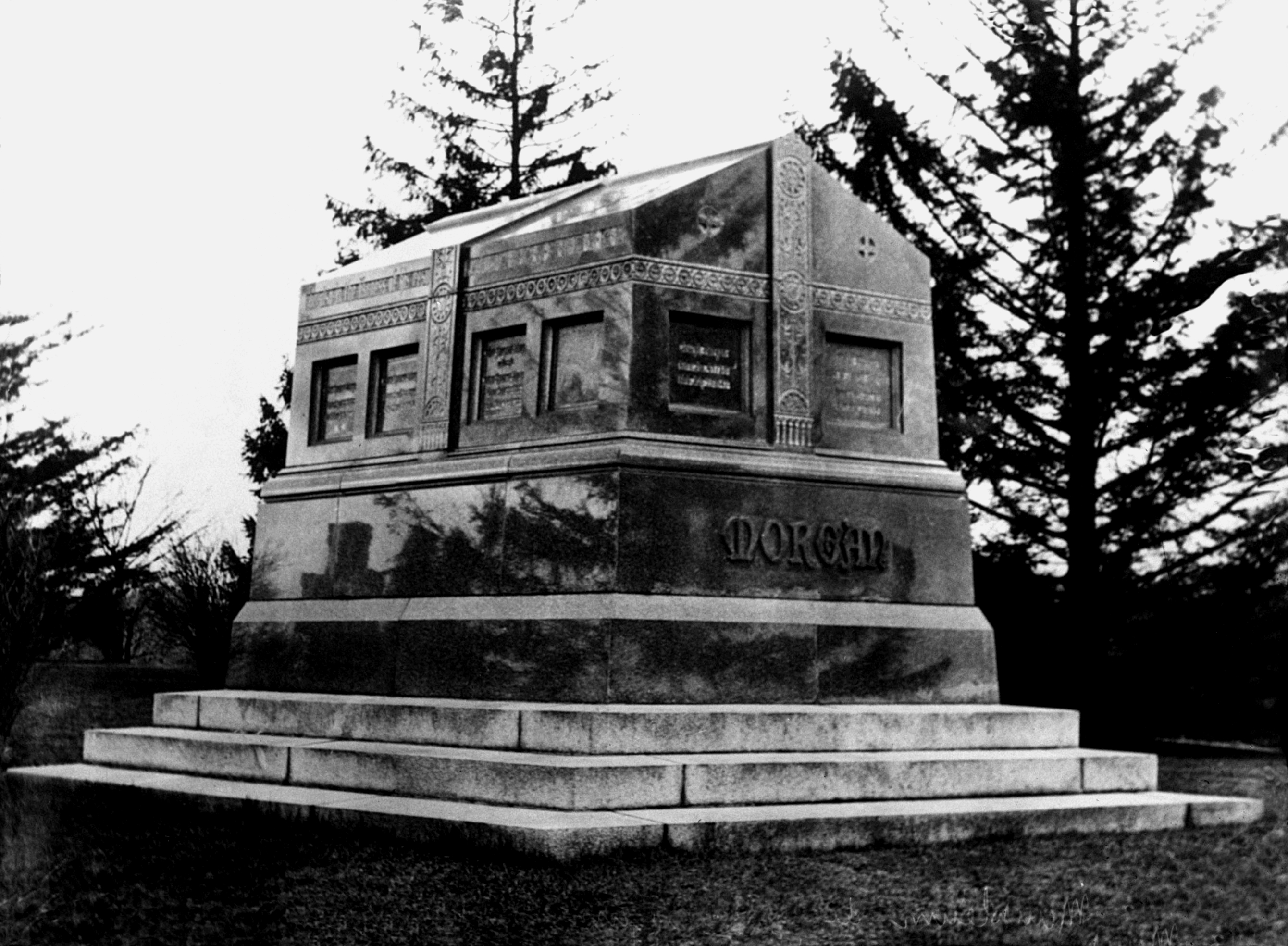
El seu monument funerari a Hartford, Connecticut, la seva ciutat natal.

Morgan va morir mentre dormia el 31 març 1913 al Grand Hotel de Roma, mentre viatjava per Europa. Les banderes es baixen a mig pal a Wall Street; la Borsa de Nova York suspèn la seva activitat durant dues hores amb motiu del pas de la seva processó fúnebre
A la seva mort, només en tenia 19 % de la seva fortuna, actius per valor de 68,3 milions de dòlars en aquell moment (és a dir, 1,39 mil milons de dòlars avui segons l'IPC, o 25.200 milions de dòlars segons la quota relativa del PIB), dels quals 30 milions en accions als bancs de Nova York i Filadèlfia. El valor de les seves col·leccions es va estimar en 50 milions de dòlars
Està enterrat al Cedar Hill Cemetery a la seva ciutat natal de Hartford, Connecticut.
El seu fill, J. P. Morgan, Jr., hereta el seu Imperi bancari

## Activitats diverses
- en transport, gran part de la reorganització ferroviària dels Estats Units i la construcció del Titanic a través de la White Star Line propietat de la International Mercantile Marine Co., de la qual era propietari;
- en recerca, part del treball de Nikola Tesla;
- en política, el 1895, va ser durant un temps creditor del govern dels Estats Units, per un préstec de 62 milions de dòlars que va aportar 100 milions de dòlars de beneficis.

Va liderar la compra de totes les fàbriques d'acer d’Andrew Carnegie i posteriorment les va fusionar amb altres grups d'acer més petits, creant el llavors gegant mundial U. S. Acer.
Va patir de Rinofima, una malaltia inflamatòria que li va causar una deformitat considerable del nas i va contribuir al fet que sovint se'l caricaturissin.

## ElRei dels col·leccionistes
El seu nom pertany a la història de l'art, com un dels col·leccionistes més de tots els temps (la Biblioteca Pierpont Morgan de Nova York).
Adquirí, entre innombrables obres d'art, les dues col·leccions d'esmalts i d'art decoratiu del segle XVIII, formada per l'arquitecte, decorador, ceramista i col·leccionista Georges Hoentschel; la segona la va cedir al Metropolitan Museum of Art.
El marxant d'art René Gimpel, que li va vendre dos manuscrits el 1909 per 8.000 lliures, l'esmenta en el seu Diari d'un col·leccionista i comerciant de pintures. En el seu quadern del 2 abril de 1918, relata la compra a principis del segle XX de Pierpont Morgan de la famosa Ange du Lude (col·lecció Frick) que va prendre el nom del castell de Sarthois on es va instal·lar al segle XIX pel seu propietari, estàtua de bronze dissenyada l'any 1475 pel lionès Jean Barbet per servir de penell a la Sainte-Chapelle de París (aleshores va ser substituïda al castell per una còpia que s'hi conserva); de la mateixa procedència, també va adquirir una rara escudella cerimonial de terrissa anomenada de Saint-Porchaire.
| « | Col·leccionista famós, és gràcies a ell que Amèrica té els seus tresors d'art. Va ser un animador que va desenvolupar una immensa població de fans. Gran financer, de vegades atacat terriblement, els seus adversaris sempre semblaven voler enviar-lo a la presó. El colós va continuar el seu camí sense un gest d'amargor […] Va ser l'últim gran lord americà. | » |

I també: 
| « | Tots els objectes del difunt que es creia que estaven destinats al museu de Nova York van ser llançats a subhasta en vendes amistoses. [Henry Clay] Frick es va apoderar del més bonic […] A la mort de Frick, els esmalts i bronzes de la col·lecció Morgan es van estimar en 1,3 milions de dòlars. | » |

Sobre les seves compres —i revendes— d'objectes d'art: «Vaig perdre vint vegades la venda del retrat de Titus de Rembrandt. El meu primer fracàs va ser amb el famós JP Morgan. El motiu és divertit; està pintat sobre panell i la fusta, en les seves fibres, presenta irregularitats, i per això no la va voler! Brandus em diu que quan Morgan li va comprar els seus 125 quaderns de boles del segle xvii per 200.000, l'americà li va preguntar quant de temps va trigar a recollir-los; l'aficionat parisenc va respondre amb un sospir: Trenta anys. Morgan encaixa: Vaig trigar cinc minuts».
Segons Gimpel, cap al 1893 l'antiquari parisenc Guiraud père no va poder vendre el Fragonard de Grasse (Frick Collection) després posat a la venda pel net del cosí del pintor — que els havia deixat en una sala d'estar de casa seva a Grasse el 1790 — sobre el qual tenia una opció d'un any: «En aquell moment JP Morgan es trobava a Cannes amb el seu iot, el comerciant el va anar a buscar, no li havia venut res, el va portar a Grasse i el va deixar amb un benefici de 10 %». Després d'exposar aquests panells al Museu Metropolitan, Morgan els va oferir per 1.250.000 dòlars al marxant d'art Joseph Duveen, que els va negociar per 1.000.000 per revendre'ls al preu inicialment demanat a Frick... amb la condició que Morgan li digués que els tindria al preu de cost.
Morgan també va vendre la seva col·lecció de porcellana a Duveen per gairebé 3 milions de dòlars. El 1910, va comprar 300 dibuixos antics dels Països Baixos a Charles Fairfax Murray, gairebé tota la seva col·lecció.
El seu fill, J. P. Morgan, Jr., també era financer. «Això és un gran home. […] Ell, com a financer, ja és molt més gran que el seu pare, que va deixar enormes paquets d'accions que no van valer res».

## En la cultura popular
- És citat a la cançó Je ne donnerais pas ma place de Danielle Darrieux.
- El seu retrat va aparèixer durant molt de temps a les entrades de Monopoly. Sovint s'ha caricaturitzat per semblar-se a un ocell rapinyaire[34]
- És un dels grans magnats d'Amèrica tractats al programa Secrets d'histoire, titulat Gatsby and the Magnificents, emès a11 d’octubre de 2013 a France 2.[35]
- És una de les personalitats de les quals John Dos Passos va escriure una breu biografia, dins de la seva trilogia U.S.A.
- Apareix contra Ebenezer Scrooge a la temporada 3 de la sèrie web Epic Rap Battles of History, vídeo publicat el 19 desembre 2013.
- Apareix a la sèrie de jocs Assassin's Creed Revelations, on es revela que és un dels fundadors de la multinacional Abstergo.

## Homenatge
- Un mineral, la morganita,[36] va ser batejada en el seu honor.